# Chaussenans
Chaussenans település Franciaországban, Jura megyében. Lakosainak száma 107 fő (2022. január 1.). Chaussenans Chamole, Barretaine és Poligny községekkel határos.

## Népesség
A település népességének változása:
| Lakosok száma | 90   | 71   | 79   | 107  | 98   | 93   | 100  | 106  | 109  | 107  |
|               | 1968 | 1982 | 1990 | 2006 | 2013 | 2015 | 2017 | 2019 | 2020 | 2022 |